# Laurent Riboulet
Laurent Riboulet (Lille, 18 de Abril de 1871 - Lille, 4 de Setembro de 1960) foi um tenista francês.
Ganhador de um torneio de Roland Garros, em 1893.

## Grand Slam finais

### Simples: 2 (1–1)
| Resultado | Ano  | Campeonato       | Piso  | Oponente       | Placar   |
| Campeão   | 1893 | Aberto da França | Grama | Jean Schopfer  | 6–3, 6–3 |
| Vice      | 1895 | Aberto da França | Grama | André Vacherot | 9–7, 6–2 |